# Ignacio Suárez Llanos
Ignacio Suárez Llanos (Gijón, 31 de julio de 1830-Madrid, 25 de diciembre de 1881) fue un pintor e ilustrador español del siglo XIX, especializado en retratos.

## Biografía
Se trasladó de joven a Madrid, ciudad donde residió hasta su muerte. Allí comenzó su formación en la Real Academia de Bellas Artes de San Fernando y en la Escuela Superior de Pintura, donde fue discípulo de Bernardino Montañés y de Federico Madrazo. Posteriormente fue pensionado por el gobierno español para continuar sus estudios en Roma.
Fue asiduo de las exposiciones nacionales dedicadas a las Bellas Artes, y en 1860 obtuvo su tercera medalla. Entre sus obras más destacadas figuran el Lazarillo de Tormes, La tía fingida o Sor Marcela de San Félix, obra por la que consiguió un primer premio en 1862. Sin embargo, es más recordado por sus retratos, entre los que se encuentran los del primer presidente de la Primera República Española, Emilio Castelar, el presidente del gobierno Sagasta, la reina María Cristina, Gaspar Núñez de Arce, el escritor Antonio García Gutiérrez o su cuñado, el ceramista Daniel Zuloaga. Algunos de estos se han convertido en ilustraciones estándar para libros de texto.
También fue colaborador habitual de ilustraciones para la revista El Arte en España y fue miembro del jurado de numerosas exposiciones.
Desde 1866 fue catedrático de la Real Academia de San Fernando y, en 1873, se le concedió la cátedra de Anatomía pictórica. En 1881, fue nombrado académico de la misma, aunque falleció, repentinamente, antes de poder aceptar formalmente el cargo.

## Selección de obras

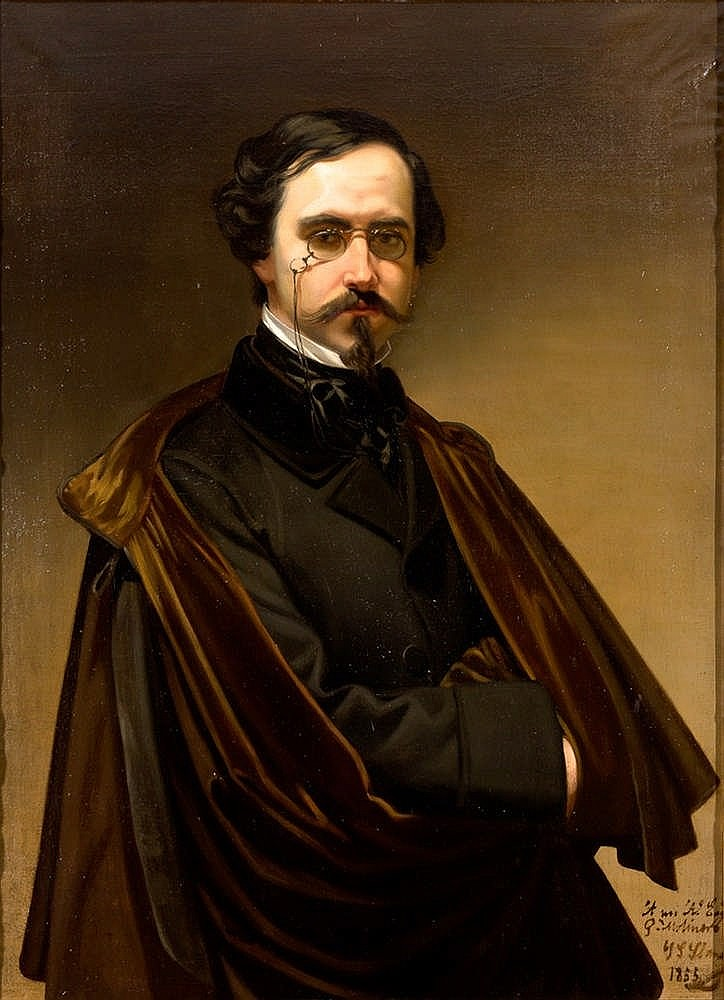
Retrato de caballero
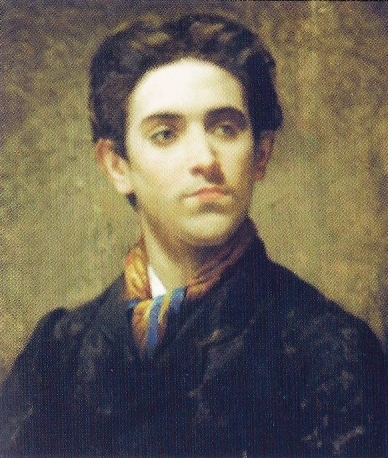
Daniel Zuloaga
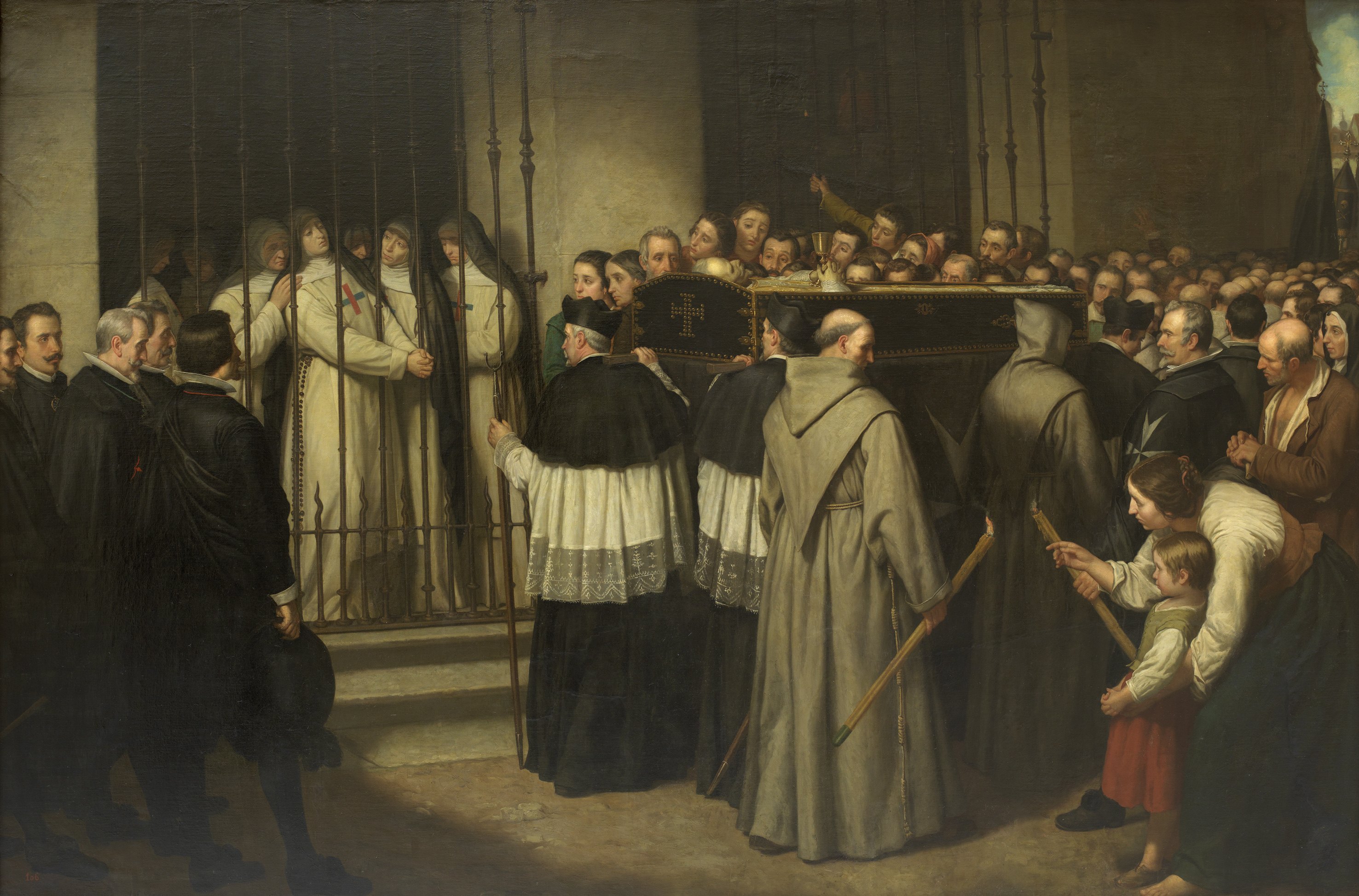
Sor Marcela de San Félix viendo el entierro de su padre, Lope de Vega.
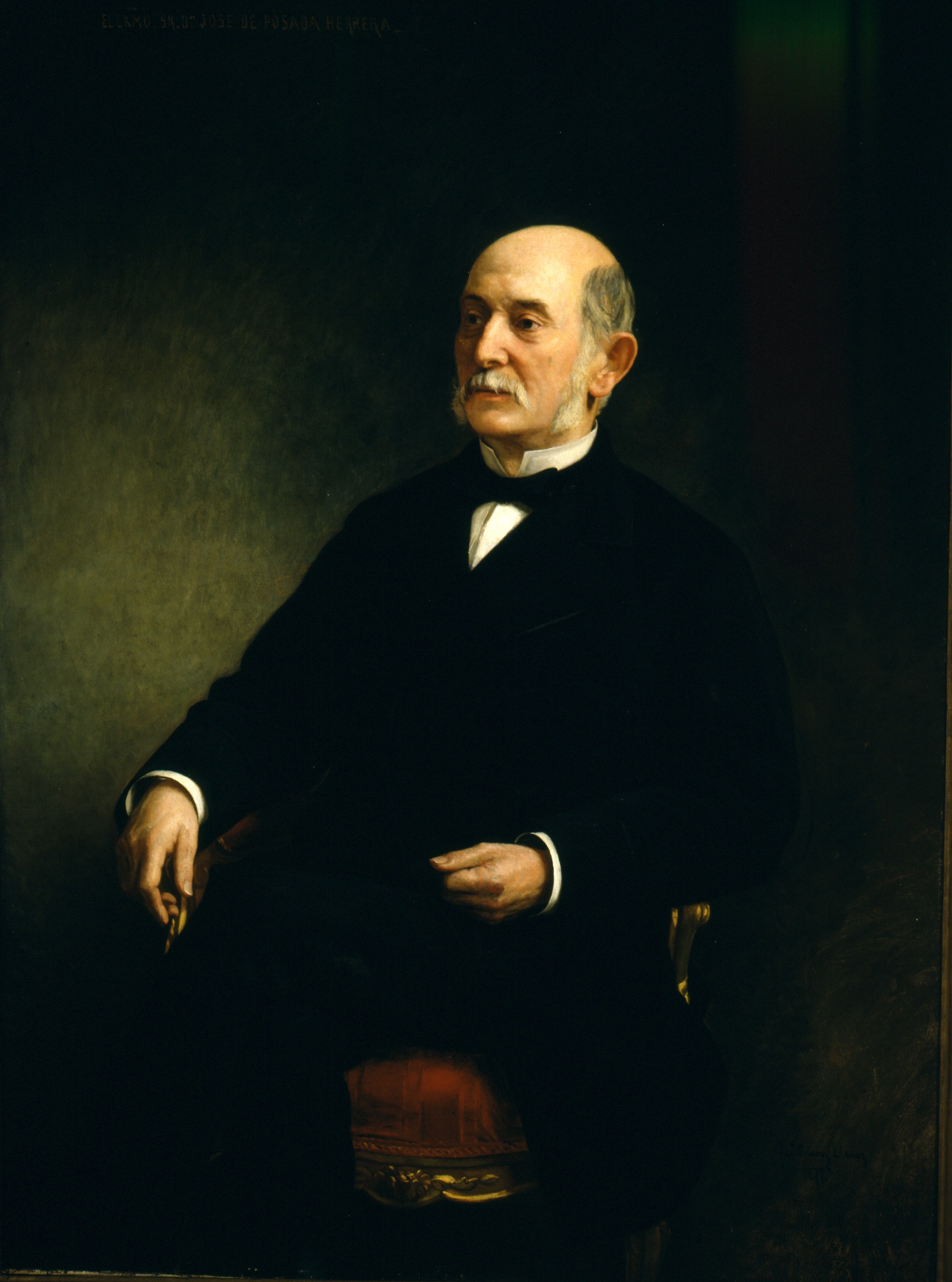
José de Posada Herrera
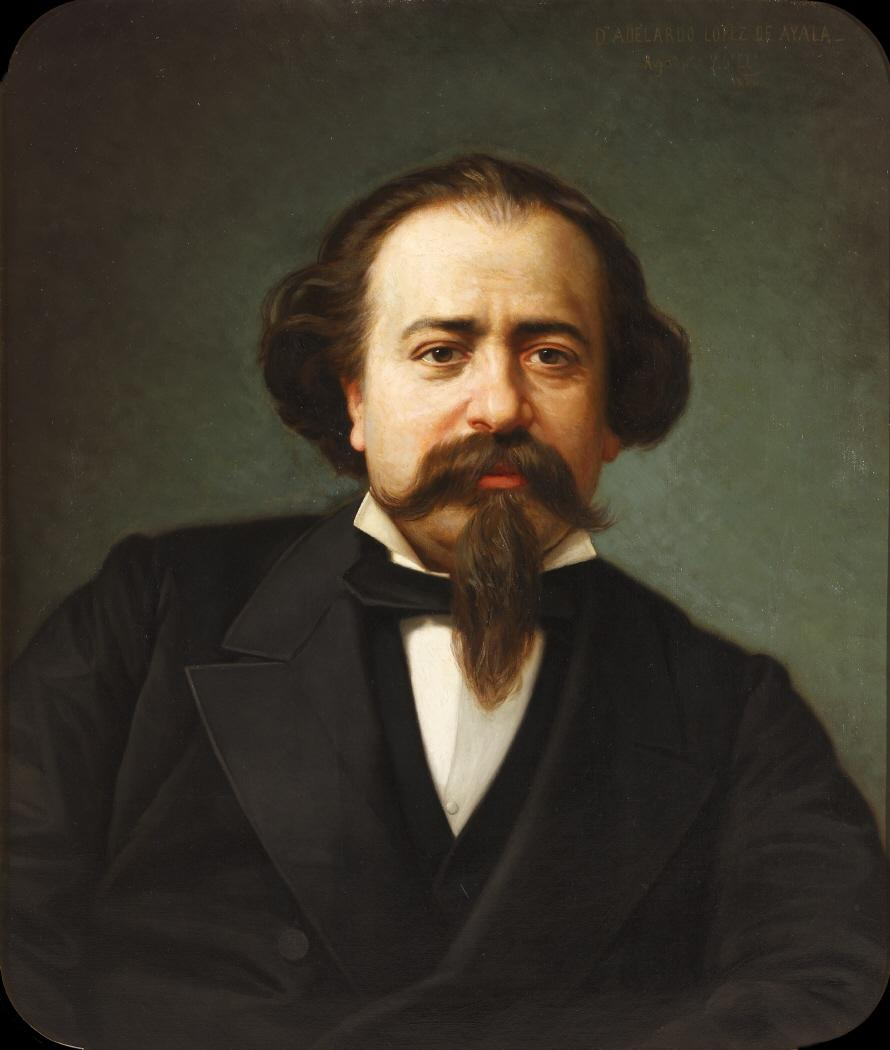
Adelardo López de Ayala